# Квинђентоле
Квинђентоле (итал. Quingentole) је насеље у Италији у округу Мантова, региону Ломбардија.
Према процени из 2011. у насељу је живело 927 становника. Насеље се налази на надморској висини од 16 м.

## Становништво
| 1931. | 1936. | 1951. | 1961. | 1971. | 1981. | 1991. | 2001. | 2011. |
| ----- | ----- | ----- | ----- | ----- | ----- | ----- | ----- | ----- |
| 2.697 | 2.671 | 2.715 | 1.858 | 1.532 | 1.387 | 1.301 | 1.235 | 1.194 |